# Sitio de Tesalónica (1422-1430)
El sitio de Tesalónica se libró entre 1423 y 1430 entre las tropas de la República de Venecia y las del Imperio otomano. El sultán otomano Murad II puso bajo asedio la ciudad de Tesalónica, en la actual Grecia, que recientemente había sido adquirida por los venecianos a los bizantinos. Con el correr de los años, el odio de los habitantes griegos hacia sus amos italianos dividió y minó la resistencia de la ciudad sitiada. Los otomanos, con su sultán a la cabeza, acabaron conquistando la ciudad en marzo de 1430. 
Con el dominio de esta ciudad, los turcos se aseguraron definitivamente su dominio sobre Macedonia y avanzaron libremente sobre el centro y el sur de la actual Grecia saqueando todo a su paso. A su vez también avanzaron al oeste, donde Murad II chocó en las montañas de Albania con la resistencia del guerrillero Skanderbeg.